# 周群飞

浏阳蓝思科技本部。

周群飞（1970年—），湖南湘乡人，中国大陆企业家，手机玻璃制造厂“蓝思科技”的创始人兼董事长，湖南首富，中国大陆女首富。

## 生平

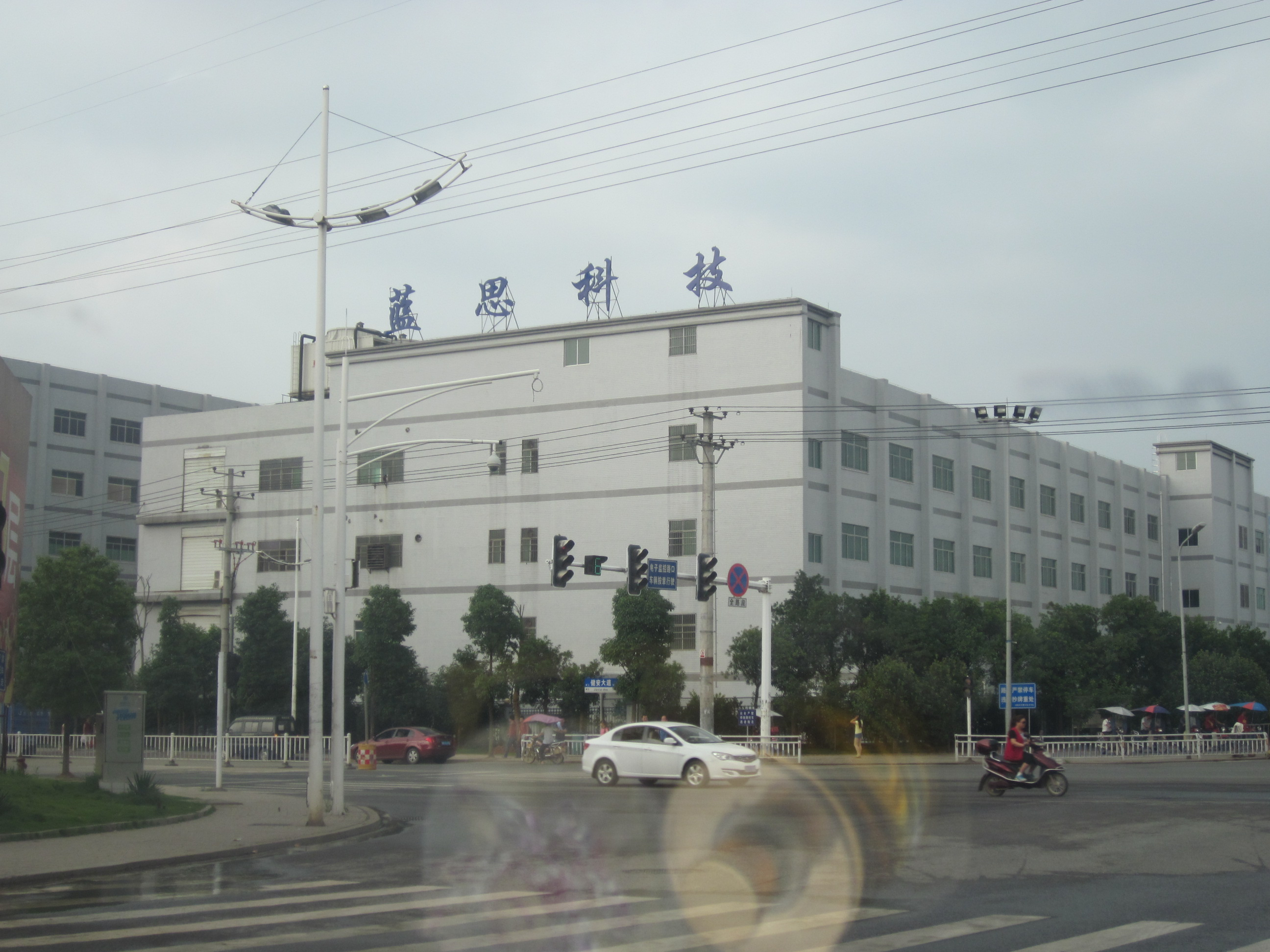
浏阳蓝思科技本部。

1970年，周群飞出生在湖南省湘乡市壶天镇的一个山村。她形容自己的童年生活是“吃完上一顿饭，下一顿饭要怎么计划、要吃什么，也得去筹备。”
改革开放初期，周群飞来到改革开放前沿城市深圳市谋生，她在深圳大学旁边的一家手机玻璃厂“澳亚光学”工作，晚上在深圳大学的夜校读书，她考了会计证和驾照，后来称自己人生最大的遗憾是没有学好英语。
1993年3月18日，周群飞在深圳市自主创业。
周群飞于2003年在深圳市创立蓝思科技公司。
2006年，蓝思科技回到湖南省发展，2009年在浏阳市建立工厂本部，由于蓝思科技经济贡献量巨大，备受湖南官场领导人物的重视，长沙市市长张剑飞曾凌晨4点来到浏阳蓝思科技指导工作。
2015年，蓝思科技上市，成为蓝思科技股份有限公司，周群飞借机成为中国大陆新的女首富，个人身家466亿，超过前女首富440亿元的杨惠妍。2018年1月，当选第十三届全国政协委员。

## 家庭
周群飞的丈夫是郑俊龙，两人2008年结婚。